# Loch Eye
Loch Eye är en sjö i Storbritannien.   Den ligger i kommunen Highland och riksdelen Skottland, i den norra delen av landet, 700 km norr om huvudstaden London. Loch Eye ligger 20 meter över havet. Trakten runt Loch Eye består till största delen av jordbruksmark.